# Nils Brygger
Nils Brygger, född 7 januari 1784 i Visby domkyrkoförsamling, Gotlands län, var en svensk politisk äventyrare.
Väldigt lite om Nils Brygger är känt, det mesta grundar sig på hans egna ganska otillförlitliga uppgifter. 1815–1820 vistades han på kontinenten. I Darmstadt blev han på grund av oegentligeheter häktad men rymde och landsteg i Visby. Då landshövdingen Jacob Cederström lät förhöra honom, började han beskylla flera kända personer, bland andra Jakob De la Gardie och Johan Christopher Toll, för att ha konspirerat till förmån för det avsatta kungahuset. Beskyllningarna gav upphov till det "Bryggerska målet", som väckte stort uppseende i samtiden. Bryggers anklagelser visade sig vara grundlösa. Han förde i fortsättningen ett kringflackande liv, men var och när han dog är okänt.